# Tahrir
Ne pas confondre avec la Place Tahrir au Caire (Égypte).
Le tahrir est un ornement employé dans la musique iranienne. Il consiste en une oscillation très rapide d'une note (à la manière d'une trille) vibrant avec d'autres notes très rapprochées (à moins d'un quart de ton) .
Utilisé tout autant en musique vocale qu'instrumentale, il est caractérisé aussi par le rîz, trille au rythme variable et contrôlé.
Cet ornement peut durer une minute ou quelques secondes. Il peut aussi et surtout se combiner à des inflexions du dastgâh, si bien que le chanteur peut monter et descendre l'échelle de la gamme tout en vibrant sur toutes les notes, formant ainsi de vastes arabesques sonores. C'est un ornement obligatoire de la musique traditionnelle iranienne, et l'élément fondamental de l'appréciation d'un chanteur.